# Österhaninge socken
Österhaninge socken i Södermanland ingick i Sotholms härad, ingår sedan 1971 i Haninge kommun och motsvarar från 2016 Österhaninge distrikt.
Socknens areal är 155,58 kvadratkilometer, varav 153,05 land. År 2000 fanns här 50 156 invånare. Årsta slott och Sandemars gård, tätorterna/kommundelarna Jordbro, Handen, Brandbergen och Vendelsö, småorter som Söderby, Norrby, Vega samt Österhaninge kyrkby med sockenkyrkan Österhaninge kyrka ligger i socknen.

## Administrativ historik

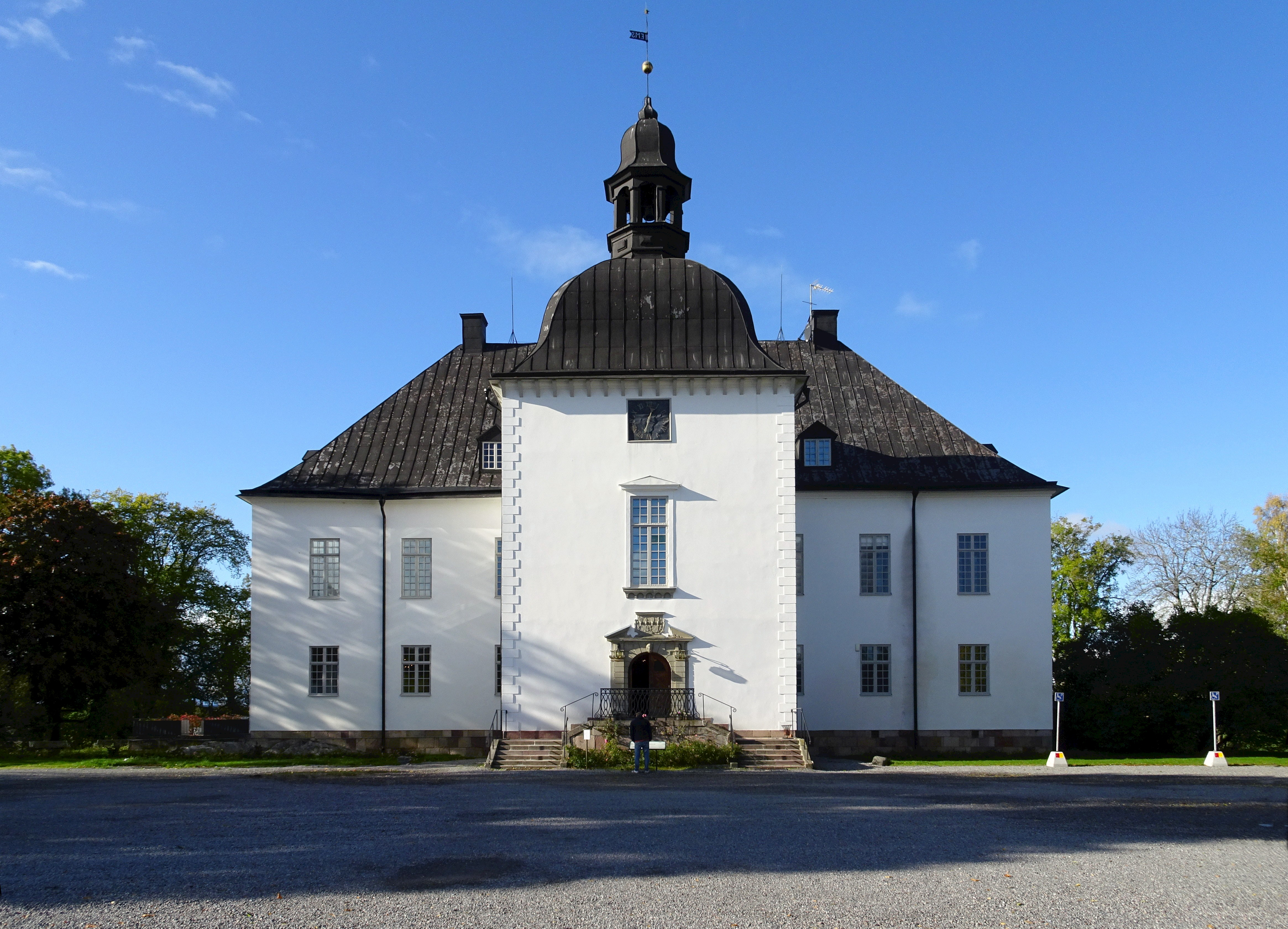
Årsta slott.

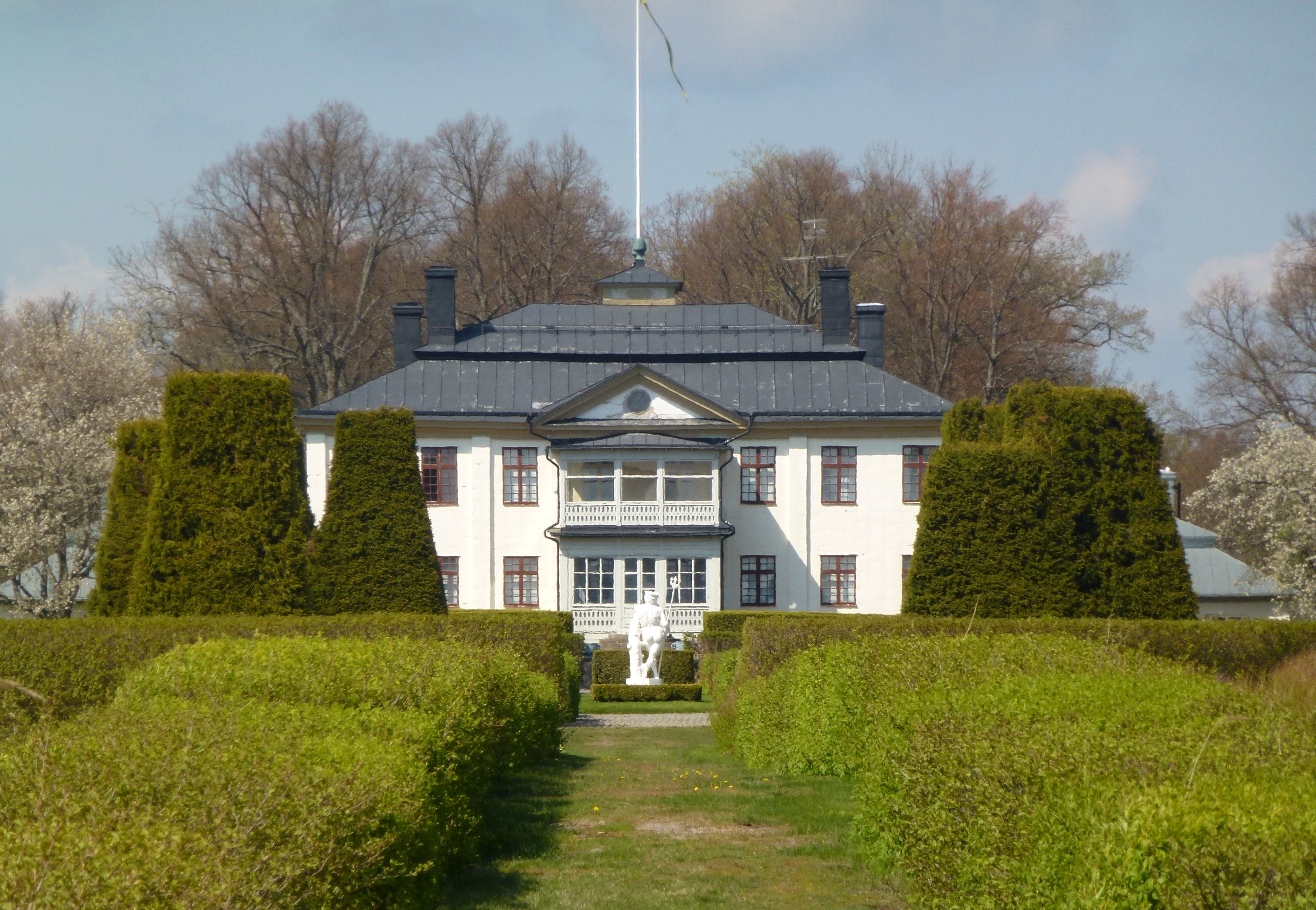
Sandemar.

Österhaninge socken har medeltida ursprung. Ur Österhaninge utbröts Utö socken, Nämdö socken och Ornö socken senast 15 augusti 1607, samt Tyresö socken 31 mars 1636,
Vid kommunreformen 1862 övergick socknens ansvar för de kyrkliga frågorna till Österhaninge församling och för de borgerliga frågorna till Österhaninge landskommun. Landskommunen inkorporerade 1959 Dalarö landskommun och uppgick 1971 i Haninge kommun.
1 januari 2016 inrättades distriktet Österhaninge, med samma omfattning som församlingen hade 1999/2000.
Socknen har tillhört län, fögderier, tingslag och domsagor enligt vad som beskrivs i artikeln Sotholms härad. De indelta båtsmännen tillhörde Första Södermanlands båtsmanskompani.
År 1895 bestod Österhaninge socken av följande tolv rotar
- Gålö rote
- Högsta rote
- Kalvsviks rote
- Kyrkoroten
- Ovanskogs rote
- Sanda rote
- Sandemars rote
- Söderby rote
- Södra roten
- Valsta rote
- Årsta rote
- Östra roten

## Geografi och natur

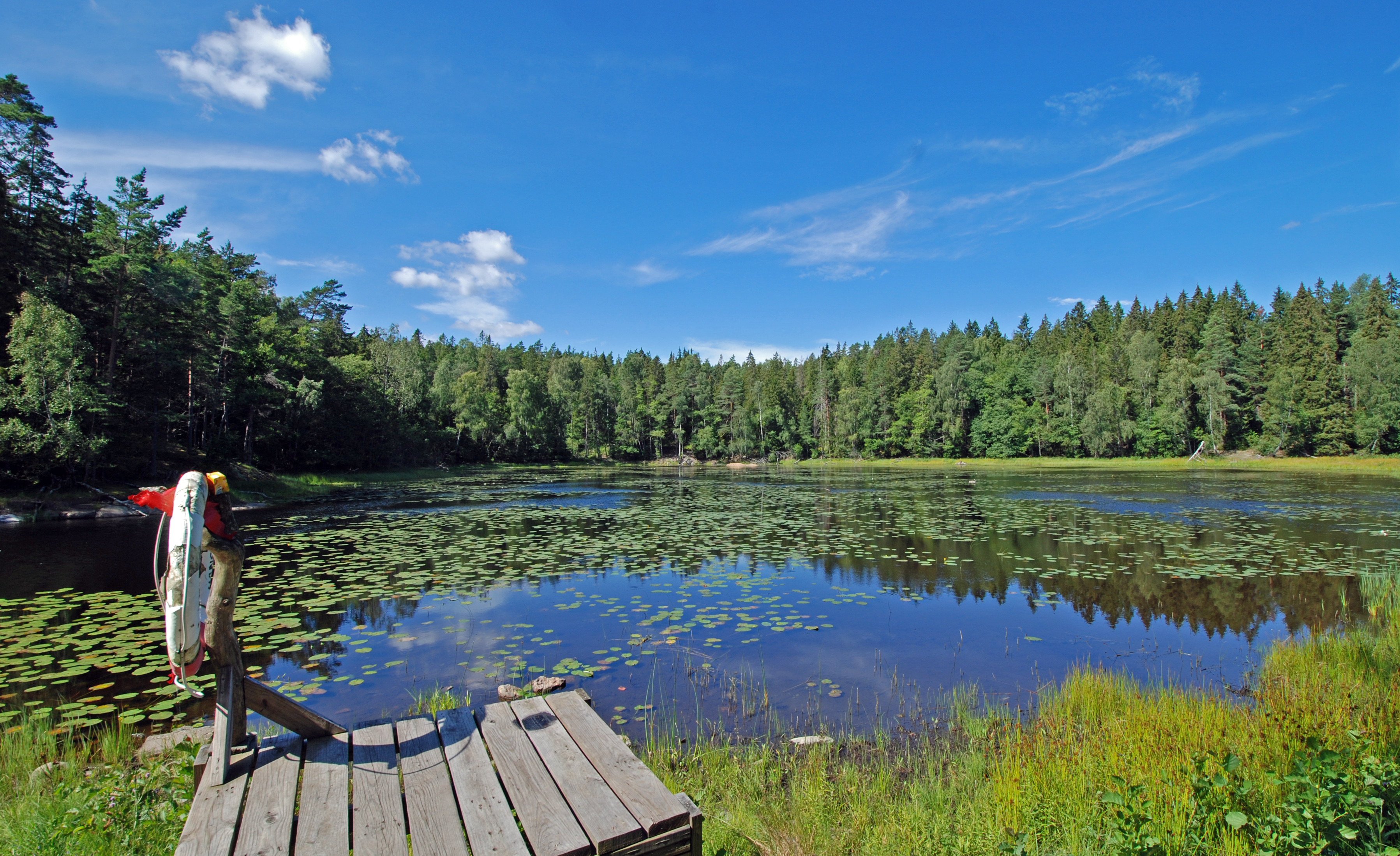
Tyresta nationalpark.

Österhaninge socken ligger på Södertörns östkust med Drevviken i norr, Horsfjärden, Mysingen och Gålö i öster och Hanveden i väster. Socknen är en kuperad skogsbygd med inslag av odlingsbygd nära sjöarna och havet. Största insjö är Drevviken som delas med Huddinge socken i Huddinge kommun.
Tyresta nationalpark delas med Tyresö socken i Tyresö kommun. Härutöver finns ytterligare sex naturreservat i socknen. Gålö som delas med Ornö socken i Haninge kommun och Sandemar ingår i EU-nätverket Natura 2000 medan Tyresta naturreservat, Gullringskärret, Kolartorp och Rudan är kommunala naturreservat.
Det har funnits hela sju sätesgårdar i socknen: Sandemars slott, Årsta slott, Söderby säteri, Vendelsö säteri, Stegsholms herrgård, Hässlingby säteri och Sanda herrgård.
I Berga fanns det förr ett gästgiveri (ej att förväxla med Berga i Västerhaninge socken).

## Fornlämningar

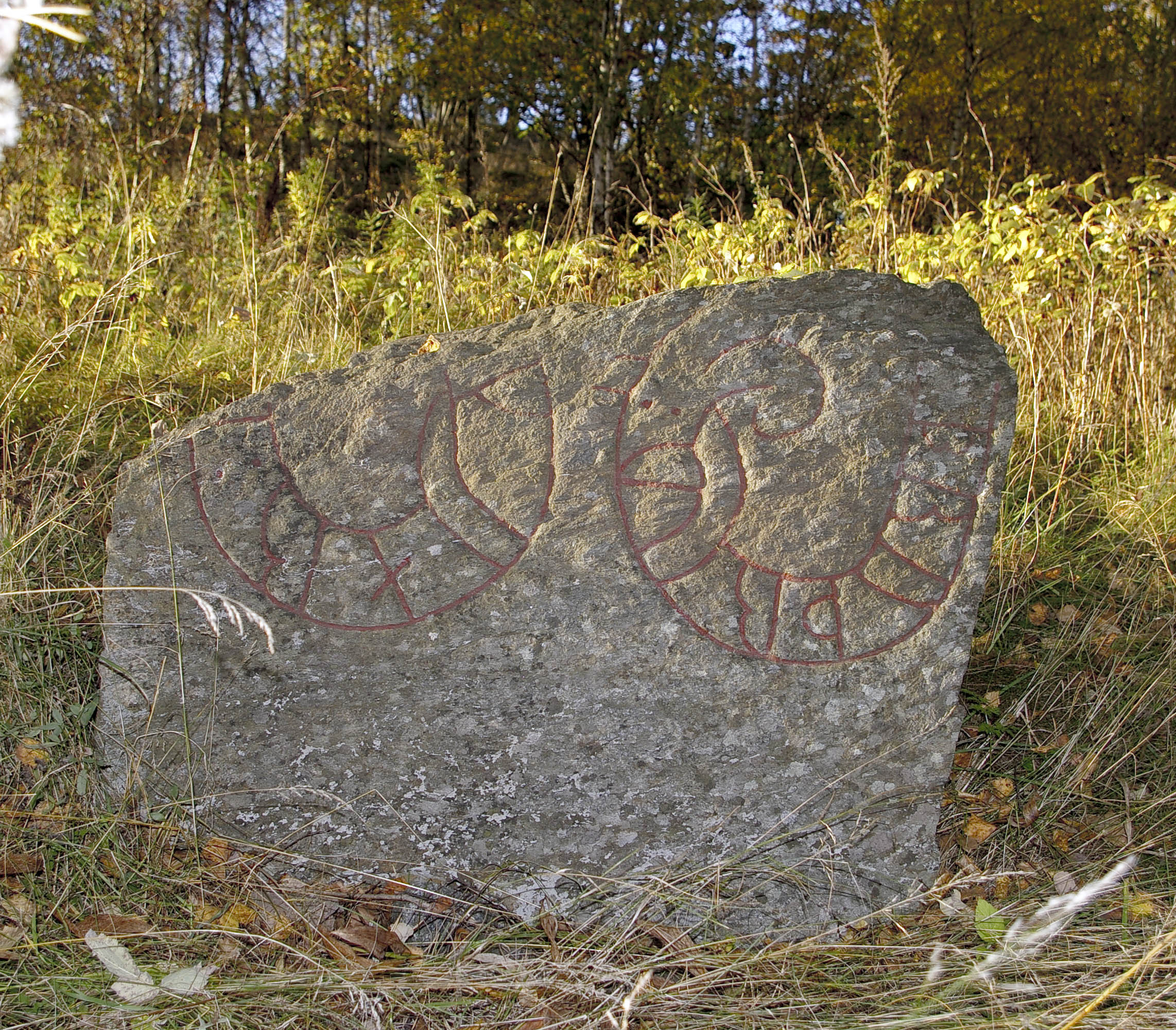
Albystenen.

Fångstplatser från stenåldern har påträffats. Från bronsåldern finns gravrösen. Från järnåldern finns cirka 80 gravfält och tio fornborgar. 14 runristningar har påträffats. Vid Årsta finns lämningar av ett medeltida fäste.

## Befolkningsutveckling
Med någon variation ökade befolkningen från 1 387 1810 till 45 559 1990. Den stora expansionen ägde rum efter 1960 då folkmängden fortfarande uppgick till 8 137 invånare.

## Namnet
Bygdenamnet Hanungi (1314) innehåller i efterleden inbyggarbeteckningen inge/unge. Förleden kommer från skogsområdet Hanveden. Detta innehåller i sin tur hane, 'tupp av skogsfågel'. Östrahanungh finns skrivet 1335.